# Filippo Caparozzi

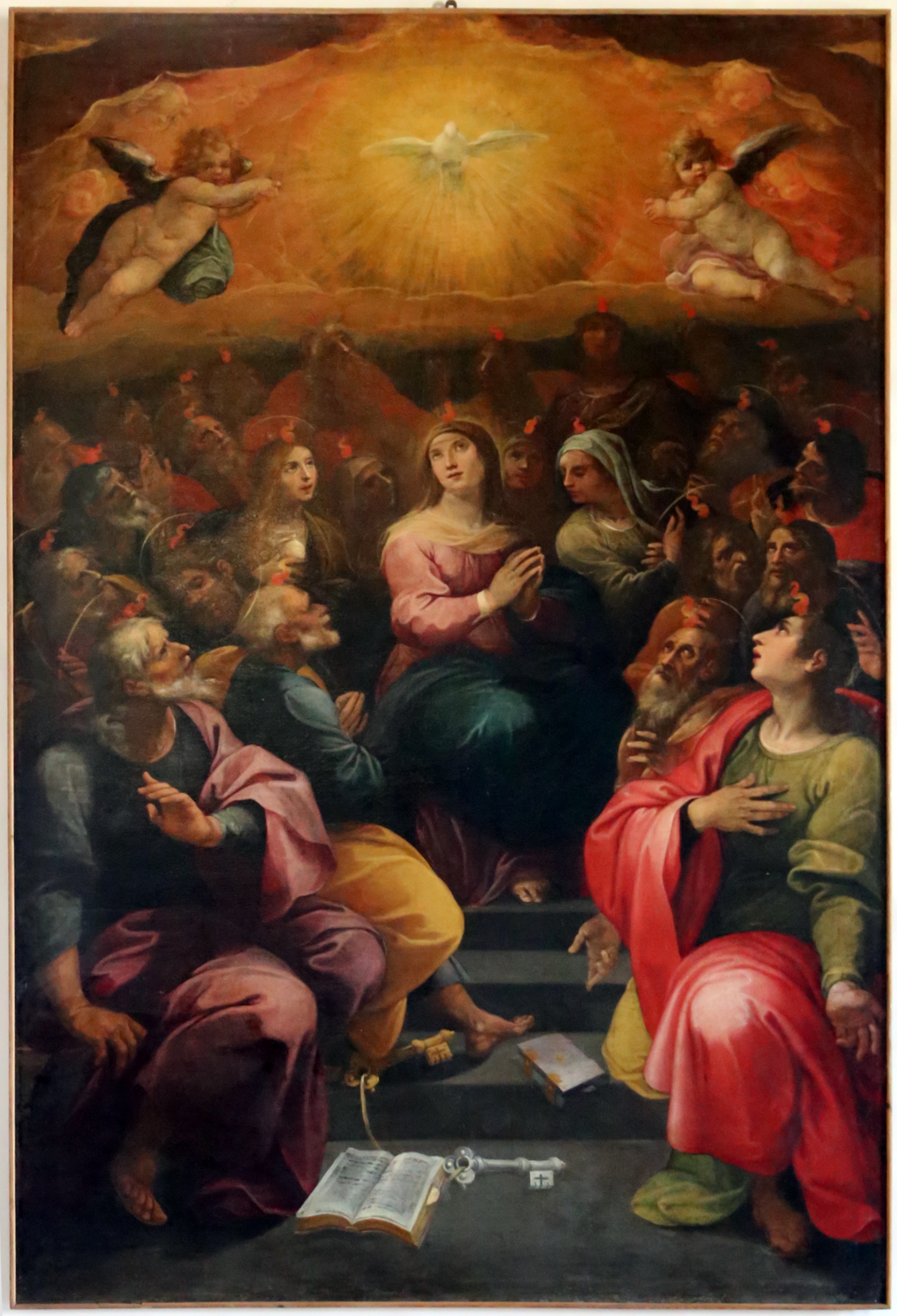
Pentecoste, palazzo dei Papi di Viterbo

Filippo Caparozzi (... – XVII secolo) è stato un pittore italiano.

## Biografia
Noto come "Lo Spagnoletto", fu attivo nella prima metà del XVII secolo a Viterbo, dove eseguì una pala d'altare raffigurante la Madonna col Bambino, angeli e santi per la chiesa di Sant'Angelo in Spatha; per il palazzo Comunale progettò una fontana collocata nel cortile dell'edificio e gli affreschi della Cappella del Comune. Una sua tela si trova nella chiesa dei SS. Faustino e Giovita; un altro dipinto è conservato nel Palazzo Vescovile.